# Trimalaconothrus wallworki
Trimalaconothrus wallworki är en kvalsterart som först beskrevs av František Starý och Block 1995.  Trimalaconothrus wallworki ingår i släktet Trimalaconothrus och familjen Malaconothridae. Inga underarter finns listade i Catalogue of Life.